# Agrigento (tỉnh)
Agrigento (Tiếng Ý: Provincia di Agrigento; tiếng Sicilia: Pruvincia di Girgenti) là một tỉnh ở vùng đảo tự trị Sicilia ở Ý. Tỉnh lỵ là thành phố Agrigento.
Tỉnh này có diện tích 3.042 km², và tổng dân số 448.053 người (2001). Có 43 đô thị (tiếng Ý:comuni) ở trong tỉnh này (xem các đô thị của tỉnh Agrigento).
Các thành phố quan trọng là Sciacca, Canicattì, Favara, Licata và Porto Empedocle.